# 15057 Вітсон
15057 Вітсон (15057 Whitson) — астероїд головного поясу, відкритий 22 грудня 1998 року.
Тіссеранів параметр щодо Юпітера — 3,180.
Названо на честь американського біохіміка, астронавта, першої жінки-командира міжнародної космічної станції Пеггі Вітсон (англ. Peggy Whitson, нар.1960).